# Église de Nabeul
L'église de Nabeul, située dans la ville de Nabeul en Tunisie, est une église catholique construite en 1899 pendant le protectorat français. Cédée au gouvernement tunisien en 1964, elle abrite désormais un local pour des manifestations politiques.

## Historique de l'église

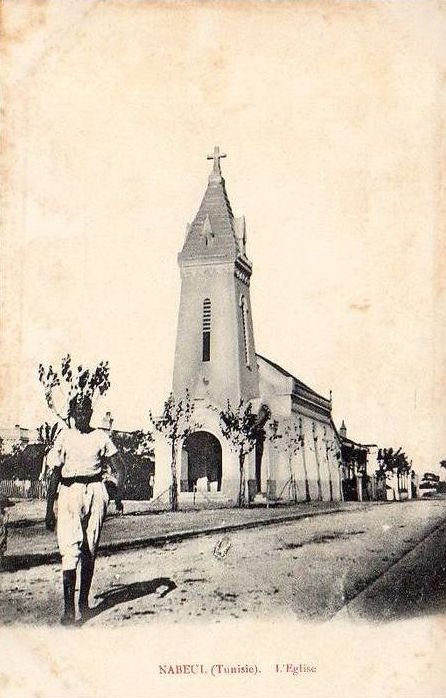
Vue de l'église dans les années 1910.

Si la ville de Nabeul est érigée en paroisse dès 1884, la construction de son église attend encore une quinzaine d'années faute d'un budget suffisant. Dans l'intervalle, les offices se tiennent dans une maison arabe louée « qui, l'été, est un vrai purgatoire ».
En 1886, l'évêque Mgr Tournier intervient auprès du résident général de France pour obtenir un terrain beylical mais l'emplacement qu'on lui propose est inadéquat. En 1890, le curé de Nabeul demande au contrôleur civil de la ville la « concession perpétuelle d'un morceau de terrain de 20 m2 sur l'emplacement appelé Guelta ou Mahfar pour y bâtir une chapelle et un presbytère » mais il se heurte au refus du gouvernement qui lui rappelle que seul le diocèse est habilité à faire ce genre de demande. Nouvelle offensive en 1897 lorsque le choix des fidèles se porte sur une parcelle longeant la route de Kélibia dont ils demandent la cession à titre gratuit. L'archevêque de Carthage, Mgr Clément Combes, informe le résident général que ce terrain est tout à fait convenable pour l'édification d'une église et d'un presbytère mais les ressources financières de l'archevêché sont insuffisantes pour entreprendre les travaux.
Ce n'est qu'en 1899 que les plans de l'église sont enfin dessinés. La première pierre est posée le 22 juillet 1900 et l'édifice inauguré quelques mois plus tard. Un devis ultérieur permet d'apprendre que les travaux de construction de l'église auront coûté 27 644,14 francs alors que ceux du presbytère de montent à 5 980,23 francs.
De style néo-roman, elle est constituée d'une nef unique sans transept comme la plupart des églises catholiques tunisiennes. Elle est surmontée d'un clocher-tour coiffé d'une flèche pyramidale en pierre.
|      | Baptêmes | Mariages | Sépultures |
| ---- | -------- | -------- | ---------- |
| 1900 | 17       | 1        | 6          |
| 1910 | 12       | 4        | 4          |
| 1920 | 13       | 4        | 0          |
| 1930 | 12       | 3        | 12         |
| 1940 | 10       | 1        | 7          |
| 1950 | 24       | 2        | 6          |
| 1960 | 4        | 0        | 2          |

## Bâtiment après l'indépendance
L'indépendance du pays et la nationalisation des terres européennes le 12 mai 1964 provoquent le départ de la plupart des Européens vers la France et l'Italie. Le modus vivendi signé entre le gouvernement tunisien et le Vatican le 10 juillet 1964 prend acte de cette disparition de la communauté chrétienne de Nabeul. Son église est cédée au gouvernement tunisien avec l'assurance qu'elle ne sera utilisée qu'à des fins d'intérêt public compatibles avec son ancienne destination.
Elle abrite désormais des réunions politiques.

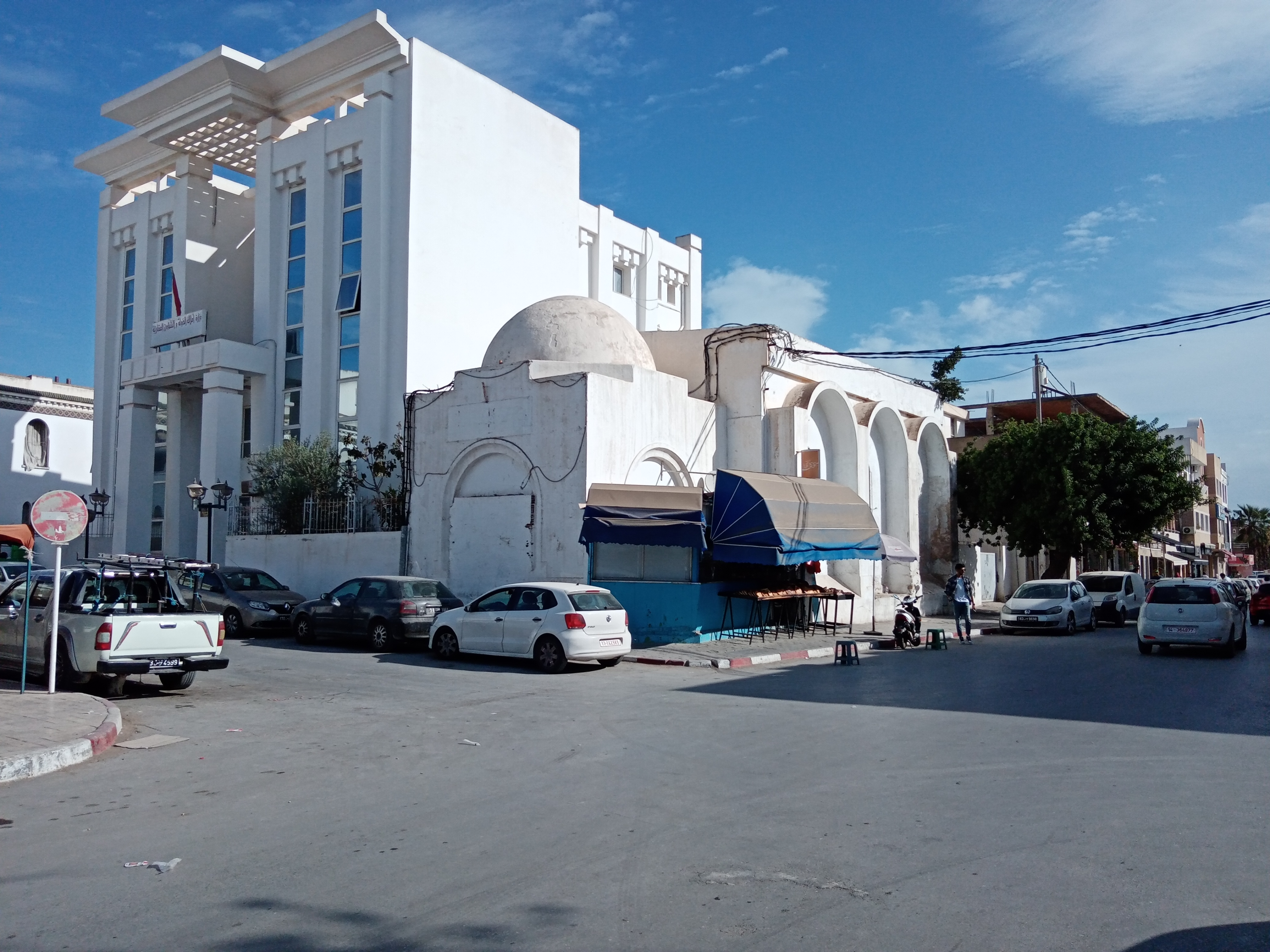
Vue générale.
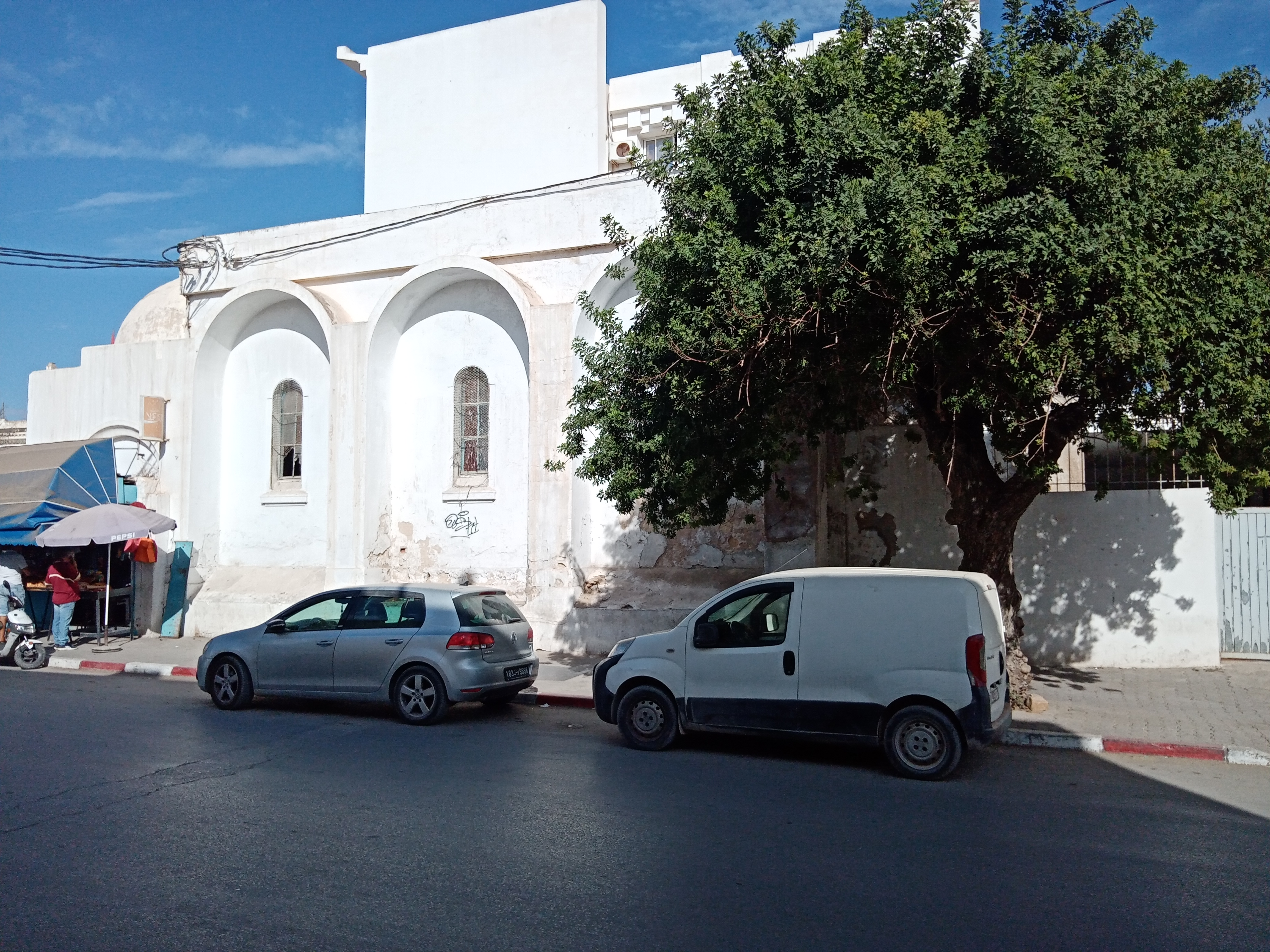
Côté sud.